# Cordia sauvallei
Cordia sauvallei là loài thực vật có hoa trong họ Mồ hôi. Loài này được Urb. mô tả khoa học đầu tiên năm 1908.